# Hacinamiento carcelario
El hacinamiento carcelario es un fenómeno social que ocurre cuando la demanda de espacio en las cárceles de una jurisdicción excede la capacidad de los prisioneros. Los problemas asociados con el hacinamiento en las cárceles no son nuevos, sino que se han estado gestando durante muchos años.

## Historia
El sistema penitenciario comenzó en Europa en el siglo XVI. El foco principal para el encarcelamiento en esta época era para la detención temporal antes de los juicios. A pesar del crimen cometido, todos los criminales asumidos fueron confinados en celdas unos con otros, incluso niños. Hubo muchas muertes dentro del sistema penitenciario en el siglo XVI debido a la falta de atención a los prisioneros y la propagación masiva de enfermedades. No fue hasta el siglo XVII cuando se creó el Bridewell y se centró principalmente en la capacitación y educación de los reclusos. Dentro de este tiempo, la prisión introdujo personal para crear un sistema más estable. A medida que se acercaba el siglo XVIII, los prisioneros fueron sometidos a realizar trabajos forzados que duraban desde la mañana hasta el amanecer. El filósofo inglés Jeremey Bentham introdujo una teoría del utilitarismo para ayudar a crear un estándar moral más para el tratamiento y la rehabilitación de los reclusos. Su idea era hacer entender que los reclusos eran rehabilitables. Quería introducir el pensamiento ético y la toma de decisiones adecuadas en la vida de los reclusos con la esperanza de que pudieran unirse a la sociedad. Cuando llegó la Gran Depresión, las tasas de criminalidad aumentaron debido a que las personas tuvieron empujadas a cometer crímenes para sobrevivir. Aunque todavía hubo un número creciente de encarcelamientos entre 1929 y 1970, la población carcelaria aumentó dramáticamente cuando la Guerra contra las Drogas de Nixon exigió la sentencia obligatoria. Alrededor del momento en que se introdujo el acta de Nixon, otro método consistía en poner en práctica lo que permitía a un individuo tener dos condenas por un delito grave, y luego ser encarcelado de por vida. Dentro de la Ley de Tres Huelgas hubo un aumento del 500% de los encarcelamientos entre 1970 y 1999.

## Estados Unidos
Durante la Guerra contra las Drogas, los estados quedaron responsables de resolver el problema de hacinamiento en las cárceles con una cantidad limitada de dinero. Además, las poblaciones penitenciarias federales pueden aumentar si los estados se adhieren a las políticas federales, como las penas mínimas obligatorias y el regreso a las prisiones privadas. Por otro lado, el Departamento de Justicia proporciona miles de millones de dólares al año a las fuerzas del orden público estatales y locales para garantizar que sigan las políticas establecidas por el gobierno federal con respecto a las cárceles de los EE. UU. El hacinamiento en las cárceles ha afectado a algunos estados más que a otros, pero en general, los riesgos de hacinamiento son considerables y existen soluciones para este problema.
Se estima que en 2018 hubo un total de 2.3 millones de presos encarcelados. Alrededor de 1.3 millones de esos reclusos fueron encarcelados dentro de los sistemas penitenciarios estatales. La población carcelaria es la mitad de la de China. La población de China es cuatro veces mayor que la de Estados Unidos. Aunque Estados Unidos tiene una gran cantidad de reclusos, solo alcanza el 103,9% de la capacidad de la prisión. Comparativamente, Haití es el más sobrepoblado con 454.4%.
Colorado es uno de los muchos estados que se ocupan del problema de hacinamiento en las cárceles. Según la División de Justicia Criminal de Colorado, "se espera que la población carcelaria de Colorado aumente en un 20.5% entre los años fiscales 2018 y 2025, de una población de reclusos real de fin de año de 20.136 a una población proyectada de 24,261" (p 5). El hacinamiento en las cárceles a menudo se debe a la reincidencia. Un factor que contribuye al hacinamiento en las cárceles son las personas en libertad condicional que reinciden violando su supervisión de libertad condicional. Colorado experimentó un aumento del 8% entre el año fiscal 2017 y el año fiscal 2018 para las personas en libertad condicional que regresaron a prisión por violaciones técnicas de libertad condicional (p. 15). Una posible solución para su debate de “¿Qué se necesitaría para reducir el hacinamiento en las prisiones de Colorado?”, es la implementación de sistemas tecnológicos. Los sistemas tecnológicos implican el uso de pulseras de monitoreo electrónico.

## Causas
Aunque la población carcelaria esté siendo liberada, la mayoría de los reclusos no ha recibido tácticas de rehabilitación adecuadas para evitar que cometan otro delito. Esto a menudo lleva a los delincuentes recurrentes de vuelta al sistema penitenciario. Ha habido un aumento en la lista de espera o la falta de programas especializados (drogas, alcohol, causas relacionadas al uso de drogas bajo el volante) que permitan a los reclusos tener la rehabilitación adecuada. Algunos crímenes simplemente no tienen la opción de libertad condicional, que retiene a los reclusos en el sistema durante un tiempo prolongado o incluso de por vida.

## Riesgos
El aumento del hacinamiento ha dado lugar a muchos problemas, tales como:
- Mala atención médica
- Aumento de la actividad de pandillas dentro de las cárceles.
- Aumento de los problemas individuales de salud mental.
- Violencia / racismo
- Propagación de enfermedades
- Estrés del personal

El hacinamiento en las cárceles podría crear una serie de consecuencias que se han generalizado en el mundo de hoy. Primero, podría afectar los recursos por preso. Cuantos más reclusos sean admitidos, menos recursos hay para distribuir. Debido a la falta de recursos, los reclusos pueden verse obligados a pasar grandes cantidades de tiempo sin hacer nada en lugar de involucrarse en actividades. La cantidad de recursos continúa reduciéndose a medida que se admite a más presos y los servicios de apoyo social se vuelven más limitados. Con una pequeña cantidad de espacio y recursos dentro de las cárceles, los prisioneros progresan más lentamente a través de los pasos para liberar, y su número se acumula más rápidamente. La combinación de estos dos factores podría conducir a la desaceleración del sistema penitenciario, y el progreso de los prisioneros también comenzaría a avanzar lentamente. Si el progreso de los prisioneros se ralentiza, su salida también se ralentiza. Esto aumentará en gran medida el hacinamiento y dará como resultado que una instalación alcance la capacidad máxima a un ritmo más rápido.
El hacinamiento en las cárceles tiene un costo de oportunidad. La cantidad de dinero gastada en encarcelamiento masivo anualmente podría asignarse a otras áreas de necesidad, como la seguridad pública o la reducción de la delincuencia. Cada año, se gastan USD$ 182.000 millones en encarcelamiento masivo. Dentro de ese total, se gastan aproximadamente USD$ 81.000 millones en agencias de correcciones públicas y aproximadamente USD$ 63.000 millones en vigilancia policial. Gran parte de este dinero se le da al personal para supervisar a un gran número de reclusos durante largos períodos de tiempo. Por ejemplo, en el estado de Alabama, es posible presenciar a un oficial correccional que supervisa hasta 250-300 delincuentes de alto riesgo durante un período prolongado de tiempo. Estas circunstancias pueden resultar en un aumento de la violencia de los prisioneros. En 2011, hubo un aumento de aproximadamente el 40% con respecto al año anterior en la violencia de los reclusos que provocó algunas lesiones graves.
Además de Alabama, Delaware y California también son excelentes ejemplos de las consecuencias mostradas debido al hacinamiento en las cárceles. En febrero de 2017, un grupo de presos del centro correccional James T. Vaughn en Delaware estuvieron involucrados en una toma de rehenes de cuatro oficiales correccionales. Esto resultó en el asesinato del teniente Steven Floyd y en la lesión de muchos otros. Vaughn es la prisión más grande de Delaware, y ha estado bajo mucho escrutinio durante años; sin embargo, no se ha hecho nada sobre los problemas de hacinamiento dentro del departamento de correcciones del estado. Después de la muerte de Floyd, más de 100 oficiales se retiraron temprano o renunciaron debido a los mayores peligros de trabajar en Vaughn, lo que condujo a bajos niveles de personal. Además, a fines de 2010, las instalaciones penitenciarias de California contenían en promedio un 175% por encima de la capacidad requerida, lo que condujo a la acumulación triple de prisioneros. Durante la decisión de la Corte Suprema de EE.UU. de 2011, Brown vs. Plata, el sistema penitenciario de California contuvo a unos 156,000 reclusos, el doble que el requisito de aproximadamente 85.000 de capacidad máxima. En un fallo de Brown vs. Plata, la Corte Suprema concluyó que las instalaciones correccionales de California violaron los derechos de la Octava Enmienda de los prisioneros. El hacinamiento en esas cárceles hizo que los reclusos recibieran una atención médica y de salud mental deficiente, sin incluir las condiciones inhumanas debido a la falta de recursos y espacio.

## Soluciones
Una forma de gestionar las poblaciones dentro del sistema penitenciario sería evitar que se cometan nuevos delitos. Algunas alternativas incluyen:
- Programas alternativos que brinden servicios de salud mental, programas de desviación de drogas o arresto domiciliario (especialmente para delitos menores)
- Construir más prisiones
- Aumentando las posibilidades de libertad condicional
- Liberar a aquellos que han cometido delitos que ahora son legales.

Los resultados de la investigación realizada sugieren que los sistemas tecnológicos son una solución viable para el hacinamiento en las cárceles:
- Esta solución se aplicaría a las personas que cometen delitos no violentos
- Se estima que los sistemas tecnológicos son menos costosos que alojar a los reclusos en las instalaciones de la prisión. El Registro Federal de los Estados Unidos informa que el costo promedio por el encarcelamiento de los reclusos federales fue de $ 36,299.25 para el año fiscal 2017. Esto se desglosa en $ 99.45 por día.[15]
- Bagaric, Hunter y Wolf (2018) estiman: "Un costo continuo de encarcelamiento tecnológico de entre $ 10,000 y $ 15,000 por año por prisionero, incluida la amortización de los costos iniciales de desarrollo" (p. 121).[16]
- Los sistemas tecnológicos ayudarían a los oficiales de libertad condicional a controlar las ubicaciones y acciones de los condenados. Bagaric, Hunter y Wolf (2018) explican que "si intentan escapar, cometen actos dañinos o deshabilitan o quitan sus sensores corporales, las computadoras que monitorean los eventos activarán instantáneamente los CED incrustados en sus pulseras de tobillo para administrar un choque eléctrico" (p. 109).[16] La aplicación de la ley sería notificada inmediatamente para que se pueda evaluar la situación.

A pesar de sus riesgos y consecuencias, el hacinamiento en las cárceles se puede resolver de muchas maneras diferentes. Primero, el uso de programas de desvío puede ayudar a los presos a evitar la entrada a la prisión. Los programas de desvío son programas que desvían o alejan a los prisioneros del tiempo en prisión. Esto también podría liberar mucho espacio dentro de las cárceles y evitar una capacidad máxima más rápida. También se necesitan más programas que adopten enfoques de rehabilitación y restauración para desviar a los delincuentes de la admisión a la prisión. La justicia restaurativa es cuando la interacción entre el delincuente y la víctima ayuda en la curación de la víctima y la comunidad. Esto, junto con otros enfoques terapéuticos, sería más efectivo que la retribución. Otros programas de desvío consisten en sanciones intermedias, como multas, libertad condicional, restitución y correcciones.
Otra alternativa al hacinamiento en las cárceles es el uso de incentivos de liberación anticipada. Estas son formas de alentar la reducción de las poblaciones carcelarias, al tiempo que motivan a los presos que son elegibles para programas de liberación anticipada. Algunos incentivos para la libertad anticipada pueden incluir: libertad condicional, arresto domiciliario o buena conducta, que también se conocen como "estrategias de puerta trasera" en el sentido de que se esfuerza por liberar a los prisioneros antes de que expire su sentencia. Además, la estrategia de construcción es una buena alternativa al hacinamiento en las cárceles. Esto comprende la construcción de más cárceles para más ingresos a la prisión. Además, más espacio equivaldría a mejores condiciones para los internos porque habría más recursos para distribuir dentro de los internos. Estas alternativas ahorrarían dinero en impuestos y disminuirían los conflictos dentro del sistema de justicia penal.
Una solución que el estado de Alabama usó para aliviar sus problemas de hacinamiento en las cárceles fue el uso de camas alquiladas en 2008. Los reclusos fueron alojados dentro de instalaciones arrendadas que tenían un requisito estricto de capacidad bajo la orden de la corte federal, lo que ayudó a reducir el hacinamiento dentro de las principales instalaciones correccionales. Además, Alabama amplió las opciones alternativas de sentencia que consistían en programas comunitarios y de rehabilitación principalmente para delincuentes no violentos que tienen adicciones al abuso de drogas o sustancias. Por otro lado, California inició la transferencia de aproximadamente 33.000 delincuentes no violentos de las cárceles estatales a las del condado en 2011, lo que lleva a un aumento en los primeros lanzamientos. El Departamento de Correccionales y Rehabilitación de California también se ha esforzado por reasignar a personas en libertad condicional y reclusas de manera segura a otras áreas para mantener los niveles obligatorios de población dentro de las instalaciones.